# Santia bicornis
Santia bicornis là một loài chân đều trong họ Santiidae. Loài này được Cleret miêu tả khoa học năm 1971.